# سیارک ۷۰۹۴
سیارک ۷۰۹۴ (به انگلیسی: 7094 Godaisan، نامگذاری:1992RJ) هفت هزار و نود و چهارمین سیارک کشف شده‌است که در ۴ سپتامبر ۱۹۹۲ کشف شد.
قدر مطلق سیارک برابر ۱۲٫۷۰ است.